# 洼点蓼
洼点蓼（学名：Polygonum glaciale var. przewalskii）为蓼科蓼属下的一个变种。